# Odivelas (freguesia)
Odivelas – parafia (freguesia) gminy Odivelas i jednocześnie miejscowość w Portugalii. W 2011 liczyła 59 559 mieszkańców na obszarze 5,02 km².